# Denis Bušnja
Denis Bušnja, né le 14 avril 2000 à Varaždin en Croatie, est un footballeur croate qui évolue au poste d'ailier gauche au Lokomotiva Zagreb.

## Biographie

### En club
Né à Varaždin en Croatie, Denis Bušnja est formé par le HNK Rijeka. Il joue son premier match en professionnel le 26 septembre 2018, lors d'une rencontre de coupe de Croatie face au modeste club du NK Križevci (en). Il est titularisé ce jour-là et son équipe s'impose largement sur le score de neuf buts à zéro. Il joue son premier match dans le championnat croate quatre jours plus tard contre le NK Slaven Belupo. Il entre cette fois en jeu à la place de Stjepan Lončar et les deux équipes se neutralisent (0-0). En mai 2019 il est notamment suivi par l'ACF Fiorentina mais le HNK Rijeka demande 4 millions d'euros pour son transfert. Le joueur reste dans son club formateur.
Le 10 septembre 2019, Denis Bušnja est prêté au NK Istra.
Il découvre la coupe d'Europe avec le HNK Rijeka, jouant son premier match lors d'une rencontre qualificative pour la Ligue Europa Conférence 2021-2022 face au Gżira United FC le 22 juillet 2021. Il marque également son premier but en coupe d'Europe ce jour-là, contribuant à la victoire des siens par deux buts à zéro.
Le 16 février 2023, Denis Bušnja est prêté en Slovénie, au NK Bravo jusqu'à la fin de la saison.
Le 8 septembre 2023, Denis Bušnja prend la direction de la Géorgie afin de s'engager en faveur du Dinamo Tbilissi.
Le 8 janvier 2024 il s'engage avec le club bangkokien du BG Pathum United FC qui évolue en première division thaïlandaise.
Le 29 janvier 2025, Denis Bušnja fait son retour en Croatie en signant en faveur du Lokomotiva Zagreb pour un contrat d'un an.

### En sélection
Le 2 septembre 2021, Denis Bušnja joue son premier match avec l'équipe de Croatie espoirs, lors d'une rencontre face à l'Azerbaïdjan. Il entre en jeu à la place d'Antonio Marin ce jour-là et son équipe l'emporte par un but à zéro.